# 维塔利·拉希莫夫
维塔利·拉希莫夫（Vitaliy Rahimov，1984年8月27日—）生于梅格里，阿塞拜疆摔跤运动员。原本在2008年北京奥运获得银牌，但2016年11月17日，国际奥委会宣布其因没能通过禁药重检而被剥夺奖牌。